# Заморожування плати за навчання
Замороження плати за навчання — це державна політика, яка обмежує можливість адміністраторів вищих навчальних закладів (тобто коледжів та університетів) підвищувати плату за навчання для студентів. Незважаючи на те, що уряди мають різні причини для впровадження такої політики, основною причиною названо покращення доступності для студентів із робочого та середнього класу. Замороження плати за навчання є загальною політичною метою канадського студентського руху, особливо Канадської федерації студентів. Ця політика діяла в Квебеку з 1994 по 2007 рік.
Для деяких метою заморожування плати за навчання є поступове досягнення безкоштовної освіти з метою підвищення доступності навчання та реалізації права на освіту, визначеного Міжнародним пактом про права людини, економічну, соціальну та культурну.